# Иберис
Иберис, или Иберийка (лат. Iberis) — род травянистых растений семейства Капустные (Brassicaceae).
Другие русские названия: Перечник, Стенник, Разнолепестка.

## Распространение и экология
Представители рода встречаются в Малой Азии и в Южной Европе, особенно в горах. На юге России и Украины, преимущественно в Крыму, по низовьям Дона и на Кавказе растут 3-4 диких вида.

## Ботаническое описание
Травы или полукустарники с зонтиковидными кистями цветов, что у крестоцветных — редкость.
Листья простые.
Чашелистики отстоящие, не мешковидные. Лепестки белые, розовые или лиловые, оба внешние сильно увеличены (венчик зигоморфный). Нити тычинок простые, свободные. По обе стороны коротких тычинок по одной треугольной медовой желёзке.
Плод — овальный или округлый, двустворчатый стручочек, сплюснутый с боков, на верхушке более-менее глубоко выемчатый, с узкой перегородкой. Створки килеватые и часто спереди или вокруг с кожистым крылом. В каждом гнезде по одной висячей семяпочке. Семядоли плоские, зародыш краекорешковый.

## Значение и применение
Наиболее известны по садовой культуре следующие:
- Иберис горький (Iberis amara) — с зонтикообразно растопыренными ветвями и белыми ароматными цветами; зацветает в мае или июне и цветёт до сентября и октября.
- Иберис зонтичный (Iberis umbellata) — красивоцветущее растение с крупными фиолетовыми или пурпуровыми цветами;
- Иберис вечнозелёный (Iberis sempervirens) — многолетнее растение с серебристо-белым зонтиком цветов;
- Иберис вечноцветущий (Iberis semperflorens) — полукустарник до 1/2 метра высотой, с неопадающими лопатчатыми листьями и крупными ослепительно-белыми цветами, хорош для горшечной культуры.

## Классификация

### Таксономия[1]
Iberis L., 1753, Sp. Pl. : 649
Род Иберис относится к семейству Капустные (Brassicaceae) порядка Капустоцветные (Brassicales). Кладограмма в соответствии с Системой APG IV по состоянию на июнь 2023 года:
|  |                                      |  |                                   |                                   |                     |  | ещё 16 семейств |              |              |                                                           |
|  |                                      |  |                                   |                                   |                     |  |                 |              |              | 31 подтвержденный вид и 27 видов, ожидающих подтверждения |
|  |                                      |  |                                   | порядок Капустоцветные            |                     |  |                 |              | род Иберис   |                                                           |
|  |                                      |  |                                   | порядок Капустоцветные            |                     |  |                 |              | род Иберис   |                                                           |
|  | отдел Цветковые, или Покрытосеменные |  |                                   |                                   | семейство Капустные |  |                 |              |              |                                                           |
|  | отдел Цветковые, или Покрытосеменные |  |                                   |                                   |                     |  |                 |              |              |                                                           |
|  |                                      |  | ещё 63 порядка цветковых растений | ещё 63 порядка цветковых растений |                     |  |                 | ещё 354 рода | ещё 354 рода |                                                           |
|  |                                      |  |                                   | ещё 63 порядка цветковых растений |                     |  |                 |              | ещё 354 рода |                                                           |

## Виды
- Iberis amara L. — Иберийка горькая, или Иберис горький
- Iberis atlantica  (Litard.  & Maire) Greuter  &  Burdet
- Iberis aurosica  Chaix
- Iberis balansae  Jord.
- Iberis balansae  H.Lindb.
- Iberis bernardiana  Gren.  &  Godr.
- Iberis carica  Bornm.
- Iberis carnosa  Willd.
- Iberis ciliata  All.
- Iberis contracta  Pers.
- Iberis corifolia  Sweet
- Iberis fontqueri  Pau
- Iberis gibraltarica  L.
- Iberis grosii  Pau
- Iberis linifolia  L.
- Iberis nazarita  Moreno
- Iberis obovata  L.
- Iberis odorata  L.
- Iberis oschtenica  Kharkev.
- Iberis pectinata  Boiss.
- Iberis peyerimhoffii  Maire
- Iberis pinnata L. — Иберийка перистая
- Iberis procumbens  Lange
- Iberis runemarkii  Greuter  &  Burdet
- Iberis saxatilis L. — Иберийка скальная
- Iberis semperflorens L. — Иберис вечноцветущий
- Iberis sempervirens L. — Иберис вечнозелёный
- Iberis simplex DC.
- Iberis spathulata  DC.
- Iberis symplex  DC.
- Iberis umbellata L. — Иберис зонтичный